# Villárdiga
Villárdiga község Spanyolországban,  Zamora tartományban. Villárdiga San Martín de Valderaduey, Villafáfila, Revellinos, Tapioles és Villalpando községekkel határos. Lakosainak száma 62 fő (2024).

## Népesség
A település népessége az utóbbi években az alábbiak szerint változott:
| Lakosok száma | 109  | 102  | 98   | 96   | 96   | 99   | 79   | 77   | 73   | 62   |
|               | 2001 | 2004 | 2007 | 2009 | 2012 | 2014 | 2017 | 2019 | 2022 | 2024 |